# Rottmannshagen
Rottmannshagen ist ein Ortsteil der Gemeinde Jürgenstorf bei Stavenhagen in Mecklenburg-Vorpommern. Der Ort gehörte jahrhundertelang zu einer pommerschen Exklave in Mecklenburg.

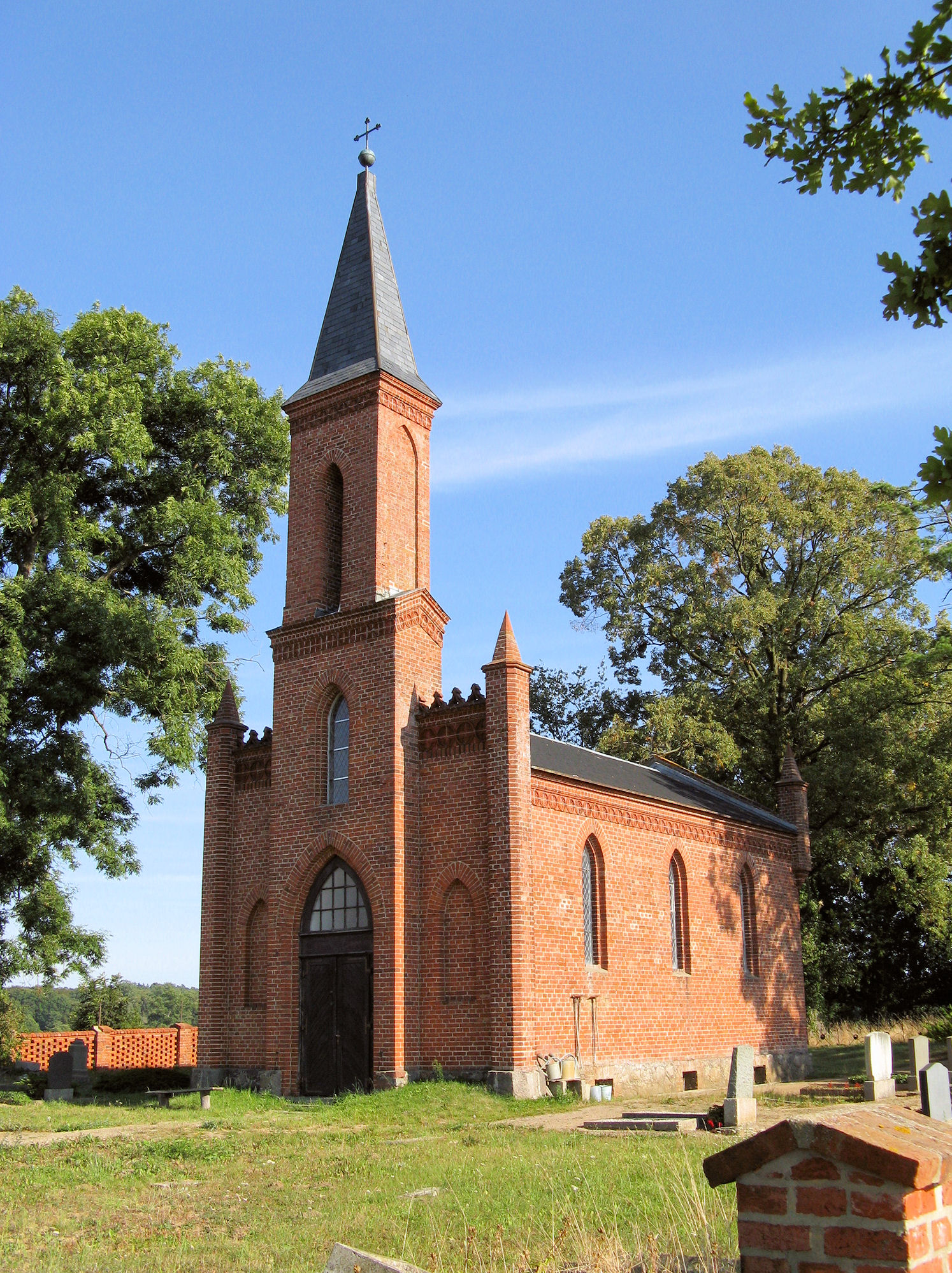
Kapelle

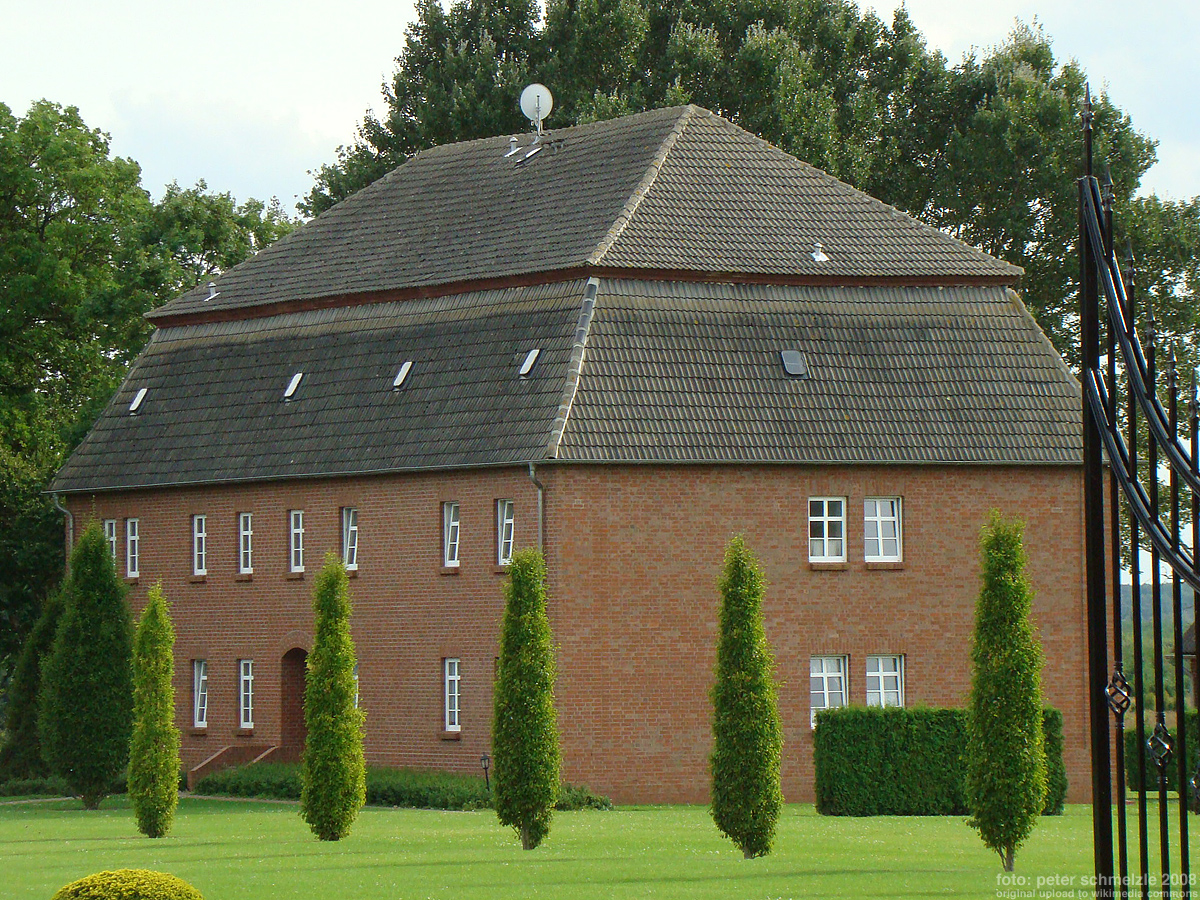
Kavaliershaus Gut Rottmannshagen

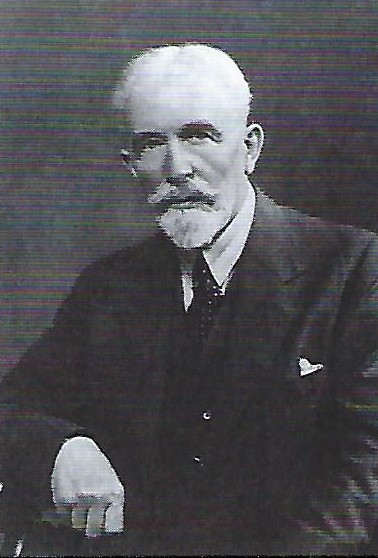
Arnold Wahnschaffe, Unterstaatssekretär, um 1916 Gutsherr auf Rottmannshagen

## Geographie
Rottmannshagen liegt etwa sieben Kilometer südwestlich von Reuterstadt Stavenhagen an der Straße zwischen dem etwa 1,5 Kilometer westlich gelegenen Zettemin und dem etwa drei Kilometer östlich befindlichen Jürgenstorf. Südlich der Straße liegt das ehemalige Gut.

## Geschichte
Rottmannshagen wurde ursprünglich unter dem slawischen Namen Rathenow urkundlich erwähnt. Seit Anfang des 14. Jahrhunderts ist die Endung -hagen erwähnt, der Name wurde im Verlauf der Jahrhunderte weiter eingedeutscht, hieß zeitweise Rothmannshagen.
1482 erhielt Hartwig von Moltzahn das Gut und leitete damit eine jahrhundertelange Zeit ein, in der die Familie von Maltzahn den Besitz über den Ort hatte. Es war eine Pertinenz zum Maltzahnschen Gut Kummerow. Es wechselte aber innerhalb der Familie. Im Dreißigjährigen Krieg wurde Rottmannshagen zerstört. Von 1728 bis 1732 wurde das barocke Gutshaus im Auftrag von Axel Albrecht von Maltzahn errichtet. 1840 wurde Peter Joseph Lenné mit der Gestaltung des Schlossparkes beauftragt. 1862 musste Hellmuth von Maltzahn, verheiratet mit Marie Gräfin Bocholtz-Meschede, das Gut wegen wirtschaftlicher Schwierigkeiten verkaufen; die Familie Wahnschaffe übernahm es. Dem Amtsrat Paul Wahnschaffe gehörten 1892 das Rittergut Rottmannshagen mit 697 ha und Rittergut Rützenfelde mit 471 ha. Zum Gutsbetrieb gehörte eine Ziegelei. Der Gutsherr war des Weiteren an der Molkerei-Genossenschaft Stavenhagen beteiligt, und an einer Stärkefabrik. Nachfolger als Gutsherr wurde um 1896 Paul Wahnschaffe. Namhaftester Vertreter der Familie und Gutsbesitzer vor Ort war der Unterstaatssekretär Arnold Wahnschaffe. Er lebte spätestens wieder regelmäßig im Ort seit 1918. Sein Rittergut Rottmannshagen betrug 697 ha, hinzu kam das benachbarte Rittergut Rützenfelde mit Weiteren 471 ha. Den Gutsbetrieb selbst leitete ein Oberinspektor Schulze. Das Gut wurde lt. der vorliegenden Fachliteratur bis zur Enteignung 1945 durch die Familie Wahnschaffe geführt. Von mindestens 1939 bis 1942 agierte formell als Besitzer oder Verwalter der Landwirt Hans-Heinrich von Katte, verheiratet mit Marie Elisabeth Volkening, aus Mahlitz, deren Kinder in Rottmannshagen geboren wurden.
Mit anderen Besitzungen der Maltzahns in der Umgebung, wie Zettemin oder Duckow, bildete Rottmannshagen jahrhundertelang eine pommersche Exklave in Mecklenburg, dei säben Dörper genannt. Erst 1937 wurde, durch das Groß-Hamburg-Gesetz, diese Exklave aufgelöst, und die Orte wechselten vom Kreis Demmin in den mecklenburgischen Kreis Malchin. Bereits 1928/29 wurden in allen ostelbischen Provinzen die Gutsbezirke als juristisch eigenständige Ortschaft aufgelöst und mit der Gemeinde verbunden, auch im Kreis Demmin, das Gut und der Ort Rottmannshagen wurde eine vereinheitlichte Landgemeinde mit dem Ortsteil Rützenfelde.
Von 1913 bis 1945 hatte Rottmannshagen Anschluss an eine schmalspurige Strecke der Demminer Kreisbahnen West von Demmin über Stavenhagen nach Bredenfelde. Sie diente vorrangig dem Transport von landwirtschaftlichen Erzeugnissen. Auf dem einstigen Bahndamm zwischen Rottmannshagen und Zettemin befindet sich heute ein Wanderweg.
Kurz nach Kriegsende 1945 brannte das Schloss ab. Nach dem Zweiten Weltkrieg wurde das Gut in ein Volkseigenes Gut umgewandelt und diente vor allem der Tierproduktion. Ein großer Schweinemastbetrieb entstand. Am 1. Januar 1951 kam der bis dahin eigenständige Ort zur Gemeinde Zettemin. 1972 wurde er aus der Gemeinde Zettemin ausgemeindet und zum Ortsteil von Stavenhagen. Rützenfelde verblieb in der Gemeinde Zettemin. Zum 1. Januar 1983 wechselte Rottmannshagen zur Gemeinde Jürgenstorf. Nach der Wende in der DDR wurde ein Großteil der früheren Infrastruktur geschlossen, so der Laden, der Kindergarten und die Post. 1997 wurde das Gut verkauft, der Inhaber richtete dort eine Baumschule ein.

## Sehenswürdigkeiten
- Vom Ensemble des Gutshauses sind die Kavalierhäuser und einige Wirtschaftsgebäude erhalten geblieben. Die Kavalierhäuser mit Mansardwalmdächern wurden in den 2000er Jahren saniert. Die Anlage ist wieder in Privatbesitz. Auch der Park wurde wieder neu angelegt.
- Die Kapelle mit Friedhof am Rande des Ortes stammt aus der Mitte des 19. Jahrhunderts und diente zunächst als Begräbnisstätte. Später wurde sie auch für Gottesdienste genutzt. Zum Ensemble gehört eine Glocke aus der Erbauungszeit der Kapelle in einem erneuerten Glockenstuhl.

Die Gutsanlage mit Kavalierhäusern, die sogenannte Holländerei, die Toranlage, zwei Scheunen, Speicher und Park stehen auf der Denkmalliste des Kreises Demmin, ebenso wie der Friedhof mit Kapelle, Glockenstuhl und einige Gräber.

## Söhne und Töchter des Ortes
- Rudolf Freiherr von Maltzahn (1794–1868), Gutsbesitzer und Politiker, Mitglied des Preußischen Herrenhauses
- Albertine Freiin von Maltzahn-Rottmannshagen, 1808 in Rottmannshagen geboren, heiratete 1831 in Rottmannshagen den Offizier August von Boddien, Sohn d. Generals Johann Caspar von Boddien u. Bruder d. Alfons von Boddien
- Elisabeth Freiin von Maltzahn-Rottmannshagen, 1831 in Zarnekow geboren, heiratete 1852 in Rottmannshagen den Dichter, Zeichner und Forstmeister Gustav Friedrich Rudolf von Boddien
- Minette Freiin von Maltzahn-Rottmannshagen, 1835 in Rottmannshagen geboren, heiratete 1853 in Rottmannshagen den Offizier Hugo von Boddien[16]
- Ludolf Hellmuth Freiherr von Maltzahn-Rothmannshagen, 1859 in Rottmannshagen geboren, war Ehemann der Schriftstellerin Ada von Gersdorff

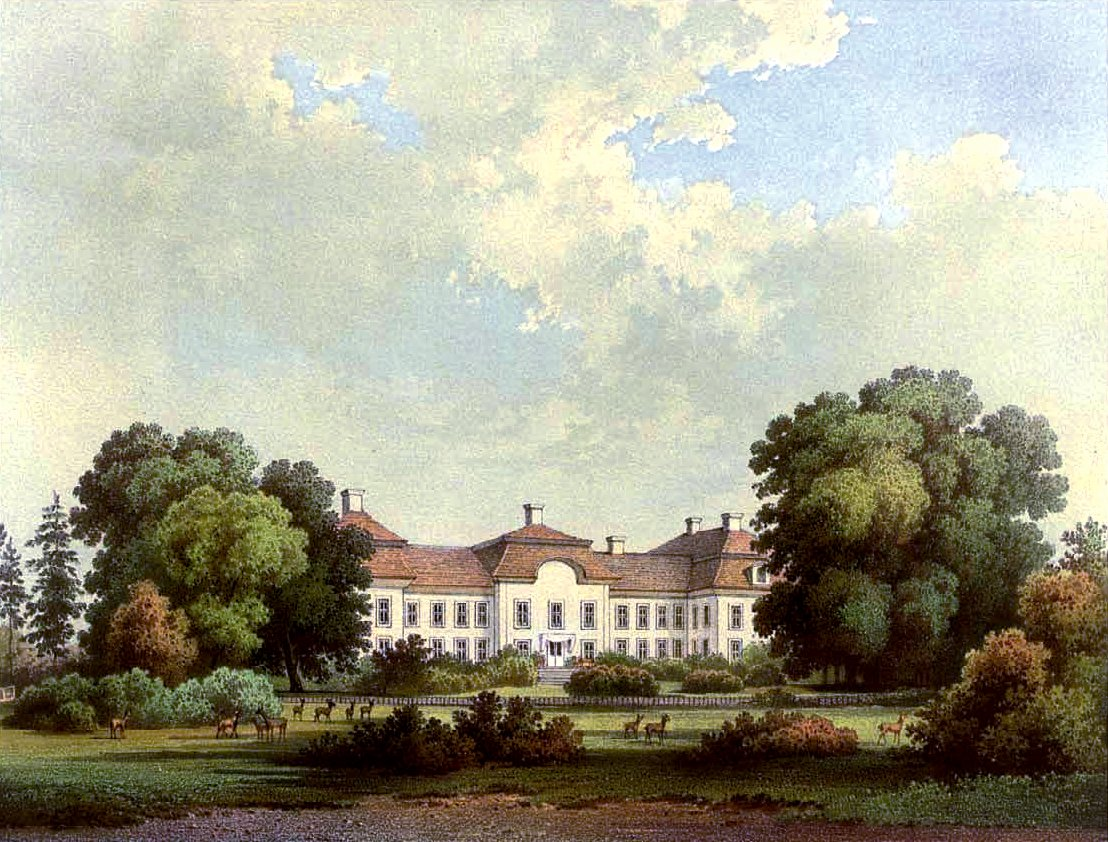
Gut Rottmannshagen um 1860, Sammlung Alexander Duncker